# Sønderbæk
Sønderbæk is een plaats in de Deense regio Midden-Jutland, gemeente Randers, en telt 205 inwoners (2017). Omdat het inwonertal van Sønderbæk rond de 200 schommelt, wordt de plaats niet altijd in de officiële statistieken vermeld.
Sønderbæk valt binnen de gelijknamige parochie.
De kerk van Sønderbæk dateert uit circa 1100. Het oudste huis van Sønderbæk is een vakwerkhuis uit 1765. Het betreft het woongedeelte van een boerderij. Van 1916 tot 1972 deed het gebouw tevens dienst als telefooncentrale. Nabij de boerderij stond de smederij, die in 2008 afbrandde maar nadien weer is herbouwd.
In 1901 wordt Sønderbæk omschreven als een plaats met onder andere een kerk, school, buurthuis en melkfabriek. De coöperatieve melkfabriek Bofferhøj werd gesticht op 2 mei 1897 en dankt zijn naam aan een nabijgelegen heuvel uit de bronstijd. Op 1 oktober 1967 sloot het bedrijf zijn deuren.
Op 1 juli 1927 kreeg Sønderbæk een station aan de spoorlijn Mariager - Viborg. In 1965 werd de reizigersdienst beëindigd en een jaar later stopte ook het goederenvervoer. De spoorlijn is opgebroken, maar het stationsgebouw is bewaard gebleven.